# Miguel Vega Rabanillo
Miguel Vega Rabanillo (Orce, Granada, 17 de enero de 1889 – Granada, 6 de enero de 1976) fue un médico ginecólogo y cirujano español que ejerció como Alcalde de Granada desde el 31 de diciembre de 1934 hasta el 7 de enero de 1936.
Era el mayor de ocho hermanos pertenecientes a una familia acomodada. Su padre también era médico.
Nombrado por el gobernador civil para sustituir a Juan Félix Sanz Blanco, aceptó el cargo porque se lo pidió su colega y amigo, el doctor Pareja Yébenes, a la sazón ministro de Instrucción Pública. Sin embargo, no estaba interesado en la política, negándose a afiliarse al Partido Radical cuando se lo pidió el propio Alejandro Lerroux. Dimitió del cargo el 5 de enero de 1936 y continuó ejerciendo su profesión sin volver a participar activamente en política.
Como médico fue decano de la Beneficencia Municipal y director del Hospital de San Juan de Dios.